# Pueblo mangbetu
El pueblo mangbetu es un grupo étnico que habita mayoritariamente en la antigua provincia Oriental de la República Democrática del Congo (África). Sus principales grupos son el aberu, mabisanga, malele, medje, meegye, el makere, el malete y el popoi. Se estima la presencia de 1.807.000 miembros del pueblo mangbetu en territorios de la República Democrática del Congo y 104.000 personas de esta etnia al norte del lago Alberto en Uganda. Las orillas del río Bomokandi congregan a buena parte de sus comunidades.

## Idioma
Su lengua se denomina kingbetu en la lengua regional de Lingala, pero los Mangbetu se refieren a la misma como nemangbetu. Forma parte de la familia de lenguas sudánicas centrales.

### Clasificaciones
Según el catálogo de Ethnologue, el idioma mangbetu formar parte del grupo nilosahariano, en el tronco de las lenguas sudánicas centrales, rama este. A su vez el mangbetu cuenta con tres grandes subdivisiones el asoa, lombi y mangbetu habladas en la R. D. del Congo.
En la clasificación del idioma mangbetu de Glottolog la pertenencia a las lenguas sudánicas centrales se subdivide en las ramas lenduic; membi-mangubutu-efe; moru-madi, sara –bongo-bagirmi y mangbetu asua. Esta última (mangbetu asua) contiene los dialectos lombi y mangutuib. De este último derivan las lenguas asoa y mangbetu. Del Mangbetu derivan las variantes makere, malele, meje, popoi y el núcleo mangbetu.
En los trabajos lingüísticos se puede encontrar el idioma mangbetu mencionado como aberu, amangbetu, kingbetu, makere, malele, mambetto, mangbettu, medje, meegye, meje, nemangbetu y popoi.

### Territorios
Los principales asentamientos de habla mangbetu se encuentran en los siguientes territorios:
Provincia de Alto Uelé: Rungu, Niangara, Watsa y Wamba (pueblo aberu)
Provincia de Bajo Uele: Poko,
Provincia de Teshopo: Mayoritariamente el grupo popoi en la región noreste de los territorios de Banalia.
En Uganda al norte del lago Alberto.
Se estima la presencia de 1.807.000 miembros del pueblo mangbetu en territorios de la República Democrática del Congo y 104.000 personas de esta etnia al norte del lago Alberto en Uganda.

## Cultura

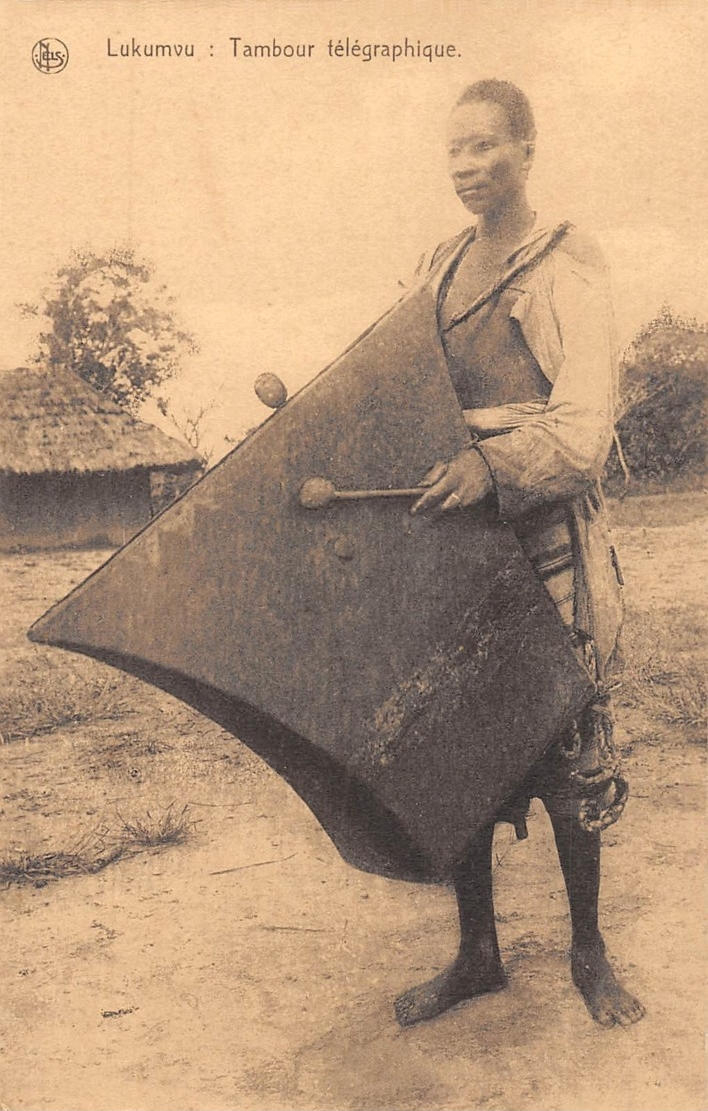
Tambor trapezoidal del Congo, años 1930.

Los mangbetu se destacan por el elevado desarrollo de su arte y música. Un instrumento musical asociado a ellos es la arpa Mangbetu o guitarra.
Diversos musicólogos han estudiado su música y realizado registros de la misma.
Los mangbetu llamaron la atención de los exploradores europeos a causa de sus cabezas alargadas.  Tradicionalmente, las cabezas de los bebes eran envueltas y apretadas con lienzos para darle ese aspecto. La práctica denominada lipombo, comenzó a caer en desuso en la década de 1950 con la llegada de un mayor número de europeos y la consiguiente occidentalización. A causa de esta apariencia distintiva, es fácil reconocer las figuras mangbetu de entre las otras figuras de arte africano.

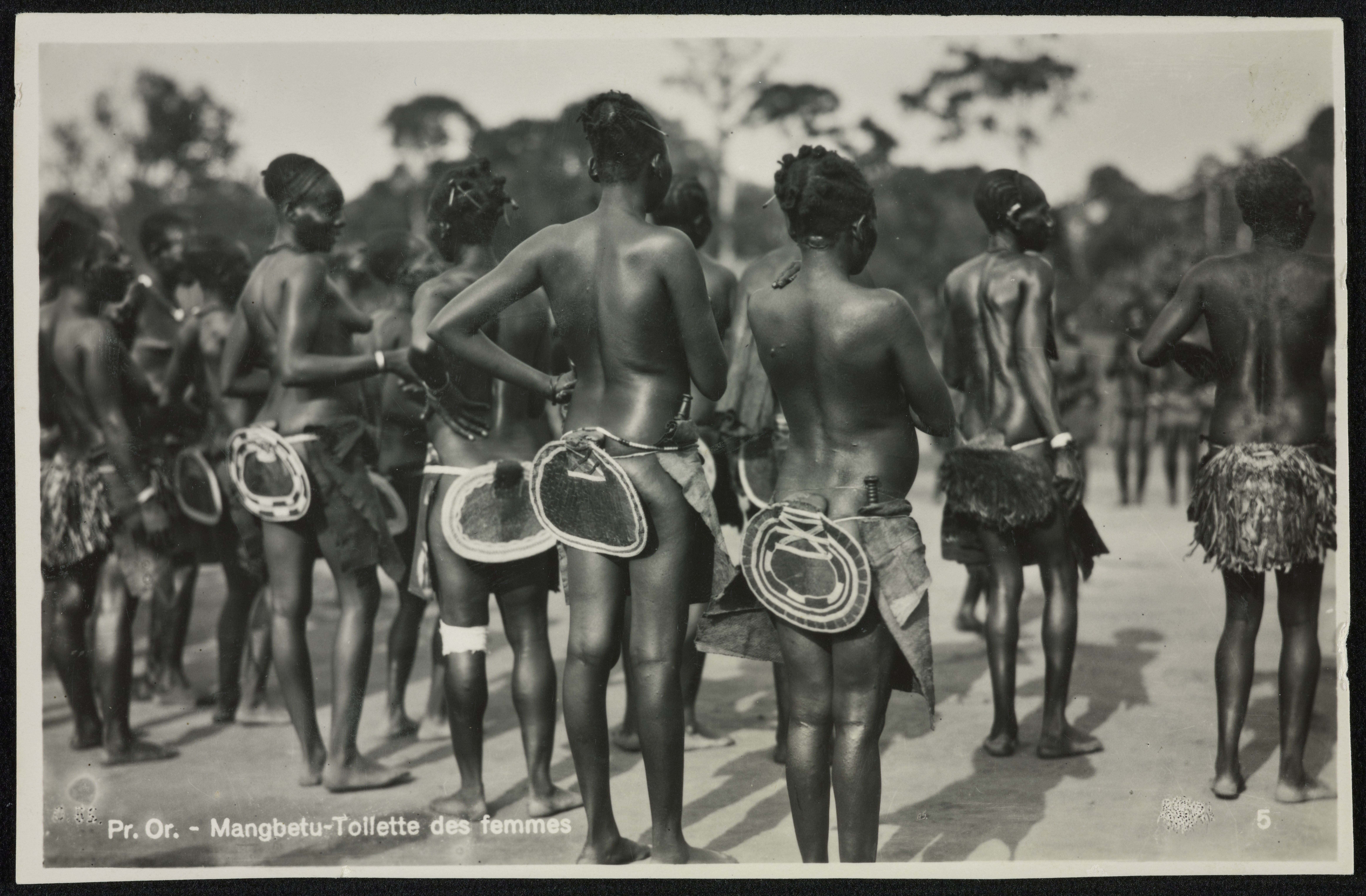
Bailarinas mangbetu, fotografía de Kazimierz Zagórski de enero de 1938.

## Historia
Proceden de zonas meridionales del Sudán desde donde emigraron a sus actuales regiones sobre el siglo XVIII.
A comienzos del siglo XVIII los mangbetu estaban agrupados en varios clanes pequeños los cuales a causa de migraciones hacia el sur, se habían puesto en contacto con varias tribus de habla bantú que se desplazaban hacia el norte, entre los cuales vivían intercalados. A finales del siglo XVIII un grupo de miembros destacados de habla mangbetu, principalmente del clan mabiti, tomaron el control sobre otros clanes mangbetu y numerosas tribus vecinas de habla bantú. Es probable que su conocimiento de la forja de hierro y cobre, metales con los que elaboraban armas y ornamentos, les proveyó de ventajas militares y económicas por sobre sus vecinos.
A principios del siglo XIX, los mangbetu estaban asentandos en el extremo norte de la selva tropical de la antigua región del Zaire. En ese momento, el líder de mangbetu, Nabiembali, reunió a un grupo de guerreros y se trasladó al norte a través del río Bomokandi  para someter a los grupos de mangbele y mabisanga. Poco después, continuó la expansión con la conquista de otros pueblos de la zona, entre ellos los madi, bangba, mayogo, mayvu, makango y barambo. Sobre estas conquistas  Nabiembali incorporó a su reino a pueblos que no hablaban su idioma por lo que debió enfrentar el desafío de construir una organización asentada más en el domino del territorio.
Para ello fortaleció una estructura de estado comandada por la figura del rey asistido por un consejo que incluía ministros encargados de las provisiones, el ejército, protocolo, el palacio real y las relaciones con otros pueblos. Hacia 1870 las incursiones esclavistas de traficantes árabes debilitaron el reino. Las circunstancias fueron aprovechadas por las fuerzas coloniales belgas que sometieron el reino de los mangbetu.

### Canibalismo
Numerosos informes indican que históricamente el pueblo Mangbetu ha practicado el canibalismo.  David Lewis afirma que una "ola de consumidores de carne humana que se diseminó desde caníbales consuetudinarios como los Bakusa de Batetela, los Mangbetu, y gran parte de los Zande" se disparó a partir de los desórdenes políticos producto de los ataques Suajili en la década de 1880.

## Economía
Son agricultores y complementan su economía con productos obtenidos de la pesca. El ganado ocupa un lugar importante para sus poseedores pues les otorga prestigio social y les permite pagar la dote matrimonial.